# MBK – Evangelisches Jugend- und Missionswerk
Der MBK – Evangelisches Jugendwerk e. V. ist ein evangelisches Werk mit Sitz in Bad Salzuflen (Ostwestfalen-Lippe). Der Verein bietet eine überregionale, christliche Jugendarbeit an. In der Vergangenheit bestand außerdem die MBK-Mission mit Mitarbeitern in China, Japan und Hongkong, eine  Erwachsenenarbeit mit Tagungen, Seminaren und Urlaubsreisen sowie Verlags- und gemeindepädagogische Ausbildungsarbeit. Im Zentrum der MBK-Jugendarbeit steht die Auseinandersetzung mit den Texten der Bibel und der praktisch gelebte Glaube. Der MBK steht der evangelischen Landeskirche nahe.

## Organisation
Neben dem MBK e. V. als Gesamtverband gibt oder gab es weitere MBK-Vereine in Nordelbien, im Rheinland, in Ostdeutschland, in Baden und in Bayern. Der MBK Nordkirche hat seinen Schwerpunkt in der Kinder- und Jugendarbeit, während die so genannten MBK-Länderarbeiten im Rheinland, in Ostdeutschland, in Baden und in Bayern Tagungen, Seminare und Urlaubsgemeinschaften für (berufstätige) Frauen und Seniorinnen anboten und teilweise weiterhin anbieten.
Der MBK finanziert sich zu einem großen Teil aus den Spenden der Freundinnen und Freunde des MBK. Zudem wurde 2002 eine MBK-Stiftung gegründet, die ebenfalls der Finanzierung der MBK-Arbeit dient. Auch sie basiert zum größten Teil auf privaten Spenden. Hinzu kommen staatliche und kirchliche Zuschüsse für die Jugendarbeit. Die meisten Menschen, die sich im MBK ehren- und hauptamtlich engagieren, sind Mitglieder in den evangelischen Landeskirchen.

## Geschichte
Die Abkürzung MBK steht heute für "Menschen begegnen – Bibel entdecken – Kirche gestalten". Ursprünglich bedeutete MBK "Mädchenbibelkreise". MBK hat seinen Ursprung in einer Bibellesebewegung unter jungen Frauen zu Beginn des 20. Jahrhunderts. Im Jahr 1919 gründeten Kreise aus Deutschland in Leipzig den "Bund der Deutschen Mädchenbibelkreise (MBK)".
In Leipzig wurde 1924 im Bundeshaus das MBK-Seminar für Gemeindepädagogik (MBK-Bibelschule) gegründet. Dort wurden junge Frauen auf den gemeindepädagogischen Dienst in der Kirche vorbereitet. Viele Reisesekretärinnen begleiteten die Mädchenbibelkreise von Bayern über das Rheinland bis nach Norddeutschland, Pommern und Ostpreußen.
Schon in den 1920er Jahren reisten erste MBK-Missionarinnen nach China aus, um dort christliche Gemeinden zu gründen ("Szetschuan-Mission"). Nach der Machtübernahme der Kommunisten 1949 mussten alle westlichen Missionare China verlassen. Die christlichen Kirchen in Japan baten in den 1950er Jahren deutsche Missionsgesellschaften bei diakonischen Aufgaben in Japan mitzuhelfen. Die MBK-Mission entsandte Mitarbeiterinnen nach Japan und ist im Ausland seitdem auch als "German Midnight Mission" bekannt, weil sich MBK-Missionarinnen um die Belange der Prostituierten in Japan gekümmert haben. Mit Hilfe der MBK-Missionarinnen wurde ein Diakoniewerk in Futtsu (Präfektur Chiba) und die Japanische Telefonseelsorge gegründet.
Die beiden Missionarinnen in Japan und Hong Kong hatten einen diakonischen und geistlichen Auftrag. Sie begleiteten Menschen in den Kirchengemeinden vor Ort durch soziale Hilfe und geistliche Verkündigung. Die Missionarin in Hong Kong arbeitete in einer Gemeinde am Rande der Metropole in einem zentralen Brennpunkt. Dort kümmerte sie sich vorwiegend um Frauen und Kinder. In Japan arbeitete die Missionarin als Pfarrerin in der Gemeinde, begleitete ehrenamtliche Mitarbeiterinnen, die sich sozial unter Menschen engagieren, die der Kirche fern stehen. Seit einiger Zeit entsendet der MBK keine Missionarinnen mehr nach Japan und Hong Kong, alle Aufgaben und Projekte wurden an die Kirchen und Diakoniewerke vor Ort übergeben. Weiterhin besteht ein reger Austausch mit den Gemeinden.
In den 1930er Jahren zog der MBK mit seiner Zentrale nach Bad Salzuflen. Inzwischen gab es auch eine umfangreiche verlegerische Tätigkeit. Es erschienen Zeitschriften wie "Der helle Schein", später "Contrapunkt" und "Arbeit und Stille". Dietrich Bonhoeffer veröffentlichte 1940 im MBK-Verlag sein Buch über die Psalmen. Nach dem Zweiten Weltkrieg wuchs das MBK-Seminar in Bad Salzuflen mit der Unterstützung der Landeskirchen in Westfalen, Lippe und Hannover. In Bad Salzuflen entstand ein Tagungshaus.
1980 wurde das Jugendfreizeitheim MBK-Berghof bei Detmold gegründet. Viele junge Menschen waren durch Tagungen und Seminare ("Bibel aktuell" und "Theologie für Nichttheologen") zum christlichen Glauben gekommen. Reisen für meist alleinstehende berufstätige Frauen und Tagungen prägten die MBK-Arbeit. 2002 musste das MBK-Seminar aufgrund fehlender Nachfrage und Streichung kirchlicher Zuschüsse eingestellt werden. Bis dahin hatten rund 800 junge Frauen und Männer ihre gemeindepädagogische Ausbildung im MBK absolviert. Im Oktober 2010 wurde der Berghof geräumt, da der Pachtvertrag nicht verlängert werden konnte. Nach einem Zwischenspiel im Haus Stapelage bei Lage und tiefgreifenden Umstrukturierungen des Vereins in den Jahren 2012 und 2013 wird die Jugendarbeit des MBK nun aus Bad Salzuflen koordiniert.

## MBK heute
Die Jugendarbeit wird durch eine hauptamtliche Mitarbeiterin und viele Ehrenamtliche begleitet. Ein Schwerpunkt liegt auf der Konfirmandenarbeit in Zusammenarbeit mit den Kirchengemeinden vor Ort. In Kooperation mit den Pfarrerinnen und Pfarrern finden Konfirmanden-Wochenenden statt. Ein weiterer Schwerpunkt ist die Schulungsarbeit für jugendliche Mitarbeitende in der kirchlichen Jugendarbeit. Dabei werden sowohl zentrale Wochenseminare in Form von so genannten Grund- und Aufbaukursen als auch dezentrale Schulungseinheiten in Kirchengemeinden vor Ort angeboten. Schließlich werden unterschiedliche Freizeiten für Jugendliche, junge Erwachsene und Familien angeboten. Kennzeichnend für die MBK-Jugendarbeit ist die Verbindung biblischer Inhalte mit der Lebenswelt Jugendlicher. Eine der zentralen Methoden dafür ist die Erlebnispädagogik.

## Mitgliedschaften
Der Verein ist Mitglied in der Arbeitsgemeinschaft der Evangelischen Jugend in Deutschland e. V. (aej), im Diakonischen Werk der EKD und in der Arbeitsgemeinschaft Missionarische Dienste (AMD).